# Tiszacsermely
Tiszacsermely est un village et une commune du comitat de Borsod-Abaúj-Zemplén en Hongrie.

## Géographie
Tiszacsermely est situé dans le nord-est de la Hongrie, à proximité de la rivière Tisza.

## Histoire
Le village est mentionné pour la première fois dans des documents au XIVe siècle.

## Économie
L’économie locale repose essentiellement sur l’agriculture.

## Transports en commun
La commune est desservie par des routes régionales reliant les villes voisines et dispose de liaisons par bus.

## Personnages célèbres
Aucun personnage de notoriété nationale ou internationale n’est actuellement recensé dans la commune.

## Enseignement
Tiszacsermely possède une école primaire assurant l’enseignement de base.

## Édifices et lieux d'intérêt
- L’église réformée du village, datant du XIXe siècle.
- Plusieurs maisons traditionnelles rurales.

## Villes jumelées
La commune n’a pas de jumelage officiel recensé.
1. ↑  (hu) Központi Statisztikai Hivatal (Office central de la statistique), Magyarország településeinek főbb adatai, Budapest, KSH, 2015 (ISBN 978-963-235-123-4[à vérifier : ISBN invalide])
2. ↑  Györffy György, Az Árpád-kori Magyarország történeti földrajza, Budapest, Akadémiai Kiadó, 1987